# Matthew Choi Kwang-Hee
Matthew Choi Kwang-Hee (* 21. September 1977 in Seoul) ist ein koreanischer römisch-katholischer Geistlicher und ernannter Weihbischof in Seoul.

## Leben
Matthew Choi Kwang-Hee studierte Philosophie und Theologie an der Katholischen Universität von Korea, an der er das Lizenziat in Theologie erwarb. Am 2. Juli 2004 empfing er das Sakrament der Priesterweihe für das Erzbistum Seoul.
Nach der Priesterweihe war er bis 2007 in der Pfarrseelsorge in Seoul tätig. Anschließend studierte er von 2008 bis 2012 in Rom und erwarb an der Päpstlichen Universität Gregoriana Lizenziat in  biblischer Theologie. Nach der Rückkehr in seine Heimatdiözese war er von 2013 bis 2020 Seelsorger der katholischen Bibeljugendbewegung und leitete seither das Ausbildungsprogramm für die jungen Priester des Erzbistums. 2023 übernahm er die Leitung der diözesanen Kultur- und Kommunikationsabteilung. Seither gehörte er zudem dem Priesterrat und weiteren diözesanen Gremien, vor allem im Bereich der Medien und der Öffentlichkeitsarbeit, an. 2024 wurde er zusätzlich zum Pressesprecher des Erzbistums ernannt und ist seither Verantwortlicher für die Öffentlichkeitsarbeit bezüglich der Vorbereitungen für den Weltjugendtag 2027.
Papst Leo XIV. ernannte ihn am 8. Juli 2025 zum Titularbischof von Elephantaris in Mauretania und zum Weihbischof in Seoul.